# Stamford (Nebraska)
Stamford – wieś w Stanach Zjednoczonych, w stanie Nebraska, w hrabstwie Harlan.